# لشکرکشی فیلیپین (۴۲–۱۹۴۱)
لشکرکشی فیلیپین (۴۲–۱۹۴۱) اشاره به اشغال فیلیپین توسط ژاپن در ۴۲–۱۹۴۱ و دفاع از جزایر فیلیپین توسط نیروهای مسلح فیلیپینی و نیروهای ایالات متحده آمریکا دارد. تعداد نیروهای مدافع فیلیپین در حدود دو یا سه برابر مهاجمان ژاپنی بود، اما این نیروها ترکیب شده بود از نیروهای غیر ارتشی، گارد ملی، نیروهای شهربانی و نیروهای مشترک‌المنافع که به تازگی ایجاد شده بود. ژاپن در این نبرد از بهترین افراد ارتشی خود در خط اول جبهه استفاده کرد.
در دوم ماه ژانویه ۱۹۴۲ پایتخت فیلیپین، مانیل به اشغال نیروهای ژاپنی درآمد.